# ブランデン・ピンダー
ブランデン・ヘンリー・ピンダー（Branden Henry Pinder, 1989年1月26日 - ）は、アメリカ合衆国・カリフォルニア州リバーサイド郡コロナ出身の元プロ野球選手（投手）。右投右打。

## 経歴

### プロ入りとヤンキース時代
2011年のMLBドラフト16巡目（全体509位）でニューヨーク・ヤンキースから指名され、6月16日に契約。傘下のA-級スタテンアイランド・ヤンキースで24試合に登板して2勝2敗14セーブ、防御率1.16、38奪三振の成績を残した。
2012年はA+級タンパ・ヤンキースで41試合に登板して2勝6敗9セーブ、防御率2.79、67奪三振の成績を残した。9月2日にAA級トレントン・サンダーへ昇格し、1試合に登板した。
2013年はAA級トレントンで開幕を迎え、19試合に登板したが、1勝1敗5セーブ、防御率6.29、22奪三振と結果を残せず、6月4日にA+級タンパへ降格。同球団では21試合に登板し、1勝2敗1セーブ、防御率3.49、50奪三振の成績を残した。
2014年はAA級トレントンで12試合に登板し、2勝0敗4セーブ、防御率0.56、18奪三振と好投。5月9日にAAA級スクラントン・ウィルクスバリ・レイルライダースへ昇格。5月26日に7日間の故障者リスト入りした。その後はルーキー級ガルフ・コーストリーグ・ヤンキース2でプレーし、8月3日に故障者リストから復帰。8月23日に再び故障者リスト入りした後、9月18日に復帰。AAA級スクラントン・ウィルクスバリでは13試合に登板して1勝0敗1セーブ・防御率3.78・12奪三振の成績を残した。オフの11月20日にヤンキースとメジャー契約を結び、40人枠入りした。
2015年4月15日のボルチモア・オリオールズ戦でメジャーデビュー。その後、多くはないものの一定の登板機会を得て、リリーフで25試合に登板。未勝利に終わったが、防御率2.93を記録した。
2016年は4月に1試合登板の後に右肘のトミー・ジョン手術を受けた。オフの11月8日に戦力外となり、18日に40人枠を外れる形でAAA級スクラントン・ウィルクスバリへ配属された。
2017年7月21日に自由契約となった。

### エンゼルス傘下時代
2017年8月3日にロサンゼルス・エンゼルスとマイナー契約を結び、傘下のAAA級ソルトレイク・ビーズへ配属された。
2018年はスプリングトレーニングに招待選手として参加したが、6月18日に自由契約となった。

### 独立リーグ時代
2018年6月25日にアトランティックリーグのロングアイランド・ダックスと契約。10試合に登板して1勝を挙げた。この年限りで現役を引退した。

## 詳細情報

### 年度別投手成績
| 年 度    | 球 団    | 登 板 | 先 発 | 完 投 | 完 封 | 無 四 球 | 勝 利 | 敗 戦 | セ 丨 ブ | ホ 丨 ル ド | 勝 率 | 打 者 | 投 球 回 | 被 安 打 | 被 本 塁 打 | 与 四 球 | 敬 遠 | 与 死 球 | 奪 三 振 | 暴 投 | ボ 丨 ク | 失 点 | 自 責 点 | 防 御 率 | W H I P |
| -------- | -------- | ----- | ----- | ----- | ----- | -------- | ----- | ----- | -------- | ----------- | ----- | ----- | -------- | -------- | ----------- | -------- | ----- | -------- | -------- | ----- | -------- | ----- | -------- | -------- | ------- |
| 2015     | NYY      | 25    | 0     | 0     | 0     | 0        | 0     | 2     | 0        | 0           | .000  | 122   | 27.2     | 28       | 4           | 14       | 1     | 0        | 25       | 0     | 1        | 9     | 9        | 2.93     | 1.52    |
| 2016     | NYY      | 1     | 0     | 0     | 0     | 0        | 0     | 0     | 0        | 0           | ----  | 6     | 1.0      | 3        | 0           | 1        | 0     | 0        | 1        | 0     | 0        | 2     | 2        | 18.00    | 4.00    |
| MLB：2年 | MLB：2年 | 26    | 0     | 0     | 0     | 0        | 0     | 2     | 0        | 0           | .000  | 128   | 28.2     | 31       | 4           | 15       | 1     | 0        | 26       | 0     | 1        | 11    | 11       | 3.45     | 1.61    |

- 2018年度シーズン終了時

### 背番号
- 40（2015年 - 同年途中）
- 57（2015年途中 - 2016年）